# جين دالكويست
جين دالكويست (بالإنجليزية: Gene Dahlquist)‏ هو لاعب كرة قدم أمريكية ومدرب رياضي أمريكي، ولد في 31 ديسمبر 1942 في مونت بروسبكت في الولايات المتحدة.